# HMS Bellerophon (1786)
HMS Bellerophon (Корабль Его Величества «Беллерофон») — британский 74-пушечный линейный корабль третьего ранга. Первый корабль Королевского флота, названный «Беллерофоном» в честь героя греческих мифов Беллерофонта.
Восьмой линейный корабль типа Arrogant. Заложен в мае 1782 года. Спущен на воду 6 октября 1786 года на частной верфи Эдварда Грейвса во Фриндсбури. Относился к так называемым «обычным 74-пушечным кораблям», нёс на верхней орудийной палубе 18-фунтовые пушки. Принял участие во многих морских сражениях Французских революционных и Наполеоновских войн, в том числе в Славном Первом Июня, в битве при Абукире и Трафальгарском сражении. 15 июля 1815 года на борту «Беллерофона» Наполеон Бонапарт сдался англичанам, завершив тем самым 22-летний период почти непрерывных войн с Францией.
После завершения активной службы перестроен в блокшив и превращён в плавучую тюрьму. 5 октября 1824 года переименован в «Каптивити». 21 января 1836 года бывший «Беллерофон» был продан на слом.

## Строительство и ввод в эксплуатацию
Строительство «Беллерофона» было заказано частному судостроителю Эдварду Гривзу из Фриндсбури в Кенте 11 января 1782 года. Корабль строился по изменённому проекту, первоначально разработанному сэром Томасом Слейдом. Киль «Беллерофона» был заложен на верфи во Фриндсбури в мае 1782 года. Корабль был назван «Беллерофон» в апреле 1782 года в честь греческого воина Беллерофонта, который, согласно мифу, на крылатом коне Пегасе убил чудовище Химеру. Обычным морякам того времени было трудно произнести название корабля, и потому он был широко известен на флоте как «Билли Руффиан» или «Билли Руффин» (и даже «Белли Руф Ван»). Нос корабля украшала фигура Беллерофонта.

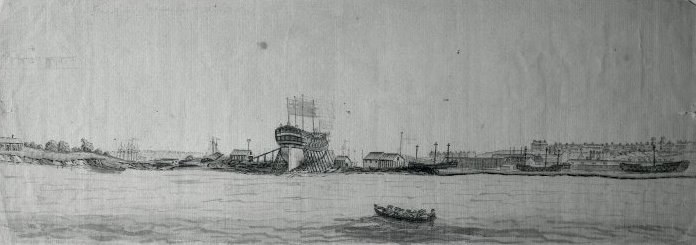
«Беллерофон» на стапеле, 1786 год

К тому времени как «Беллерофон» был спущен на воду, Британия не вела никаких войн и потому в новых военных кораблях не было большой необходимости. С подписанием Парижского договора в 1783 году подошла к концу американская война за независимость, а «Беллерофон» был всё ещё на стадии строительства. Хотя по условиям контракта, заключённого с Грейвсом, корабль должен был быть готов к спуску на воду в апреле 1784 года, он провёл на стапеле ещё два года, вероятно потому, что Совет Адмиралтейства приказал приостановить работы, чтобы как следует высушить древесину — роскошь, которая стала возможной в условиях мирного времени. «Беллерофон» спустили на воду 7 октября 1786 года после короткой церемонии, на которой присутствовал Чарлз Проби с королевской верфи в Чатеме. После спуска корабль был отбуксирован по реке Медуэй на королевскую верфь в Чатеме. 7 марта 1787 года «Беллерофон» был поставлен в сухой док, где его корпус обшили медью, после чего готовый корабль был отправлен в резерв. Постройка корабля обошлась казне в 30 232 фунтов, выплаченных Грейвсу, ещё 8376 фунтов были потрачены на оснащение и установку вооружения.
Находящийся в резерве в Чатеме в годы мира, «Беллерофон» не был введён в эксплуатацию до июля 1790 года, когда разразился кризис, известный как Спор за залив Нутка. Когда возникла угроза войны с Испанией, все военные корабли, находящиеся в резерве, начали вводиться в эксплуатацию и подготавливаться для выхода в море. Первый капитан «Беллерофона», Томас Паслей, прибыл на борт 19 июля и начал готовить корабль к выходу в море. После месяца, потраченного для оснащения корабля орудиями, мачтами, припасами и такелажем, а также для набора экипажа, Паслей 16 августа повёл корабль вниз по реке Медуэй, чтобы присоединиться к флоту в Норе.
Из Нора «Беллерофон» отправился к Даунсу и присоединился к флоту размещённому там. Он провёл три недели в рейде прежде чем двинуться к Спитхеду. Когда дипломатический кризис с Испанией был практически разрешён к октябрю 1790 года, «Беллерофон» был отправлен в Шеернесс в конце ноября. Он оставался в строю под командованием Паслея и во время Русско-турецкой войны 1787—1791 годов, но когда и этот период напряжённости прошёл не перерастя в открытую войну, «Беллерофон» был отправлен обратно в Чатем и 9 сентября 1791 года вновь переведён в резерв.

## Французские войны

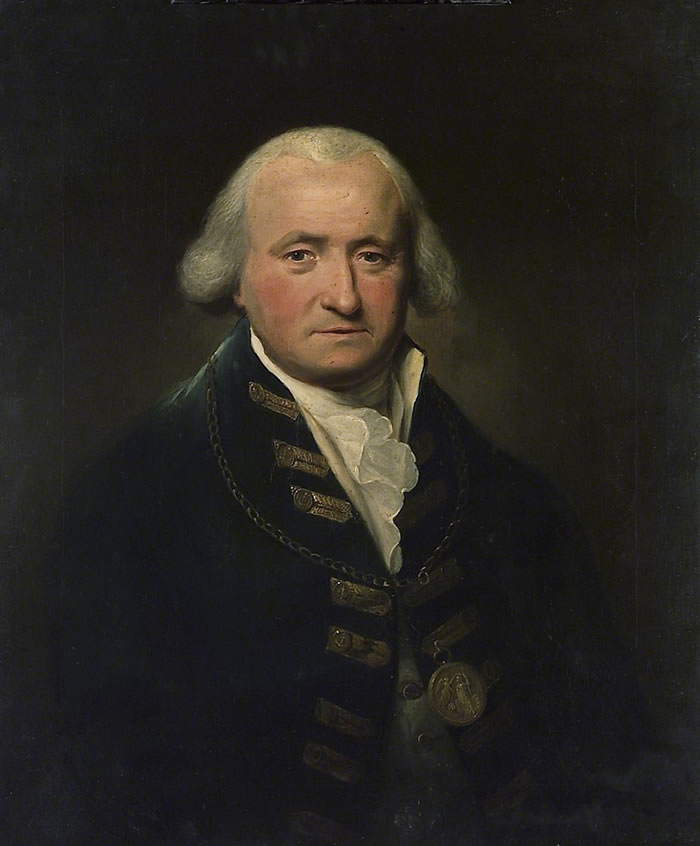
Томас Паслей, первый капитан «Беллерофона»

С началом французских войн «Беллерофон» был введён в эксплуатацию в марте 1793 года, под командованием прежнего капитана Томаса Паслея. После завершения работ по подготовке к выходу в море, он отплыл, чтобы присоединиться к флоту Канала под командованием адмирала лорда Хау. Флот Канала отплыл 14 июля с приказом патрулировать море в районе Бреста в надежде перехватить и уничтожить французский флот, базирующийся там. 18 июля 1793 года к юго-западу от островов Силли «Беллерофон» столкнулся с «Маджестик» во время сильного шторма. «Беллерофон» потерял бушприт, фок- и грот-стеньгу, его носовая фигура и водорез были разбиты, так что корабль был отправлен в Плимут на ремонт.
После ремонта «Беллерофон» вернулся в состав флота Канала, который к настоящему времени патрулировал западные подходы. Он получил репутацию очень быстрого судна во время выполнения этих обязанностей, за что получил прозвище «Летящий Беллерофон». В сентябре 1793 года Хау назначил его в состав летучей эскадры, состоящей из самых быстрых линейных кораблей, и назначил Паслея командующим эскадрой с временным званием коммодора. Так как Песлей получил повышение, на «Беллерофон» в январе 1794 года был назначен новый капитан — Уильям Джонстон Хоуп, при этом коммодор Паслей продолжал использовать корабль в качестве своего флагмана. В течение следующих пяти месяцев флот Канала патрулировал море от Уэссана до побережья Бретани.

### Славное Первое июня
Флот Канала играл важную роль в заключительной стадии Атлантической кампании в мае 1794 года, когда лорд Хау перевёл флот в Атлантику в надежде перехватить приближающийся французский конвой под командованием адмирала Пьера Ван Стабеля. К тому же было известно, что основной французский военный флот также находится где-то в море, под командованием адмирала Луи Тома Вилларе де Жуайёза. Хау отправил Паслея, недавно произведённого в чин контр-адмирала, и его летучую эскадру, состоящую из «Беллерофона» и 74-пушечных кораблей «Расселл», «Тандерер» и «Мальборо», вперёд, чтобы разведать местоположение французских сил. В 6 часов утра 28 мая фрегат «Фаэтон» подал сигнал «Беллерофону», сообщив о обнаружении неизвестного флота. Паслей повёл эскадру на юго-восток, чтобы получше рассмотреть его, обнаружив в поле зрения большой флот в 9 часов утра, и подсчитав тридцать три корабля, из которых не менее двадцати трёх, как казалось, были линейными. К полудню, убедившись, что они французские, Паслей вернулся к Хау, чтобы сообщить ему эту новость. Хау приказал отправляться в погоню, и к вечеру британские корабли, с летучей эскадрой Паслея, сформировавшей авангард флота, вступили в контакт с замыкающим французским кораблём. «Беллерофон» первым вступил в бой, когда 110-пушечный «Революшионере» повернул чтобы атаковать британский авангард. Паслей приказал привестить с ветру и сблизиться с французским кораблём, после чего начал обмениваться залпами. Шквальный огонь большего французского судна нанёс значительный ущерб «Беллерофону», так как ему пришлось вести бой в одиночку, пока на помощь не подошла остальная часть летучей эскадры и два корабля главного флота, «Одейшес» и «Левиафан». Повреждённый «Беллерофон» затем дрейфовал в стороне от места сражения, а с наступлением ночи Хау просигнализировал флоту перестроиться и ждать утра, прежде чем возобновить военные действия.
Сражение возобновилось на следующее утро, когда Хау решил пройти через французскую линию. «Беллерофон» находился сразу за флагманом Хау, 100-пушечным «Куин Шарлотта», и получил небольшие повреждения от французского огня. Хау удалось отрезать от основного флота несколько французских кораблей арьергарда, и он попытался захватить их, но Вилларе де Жуайёз смог привести к месту боя свой авангард, чтобы помочь им, и оба флота снова расстались на ночь, чтобы перестроить свои боевые порядки и отремонтировать повреждения. Плохая погода 30 мая помешала флотам начать бой, но на следующий день, 1 июня, Хау сумел вынудить французов к решительному сражению, позже получившему известность как Славное первое июня.

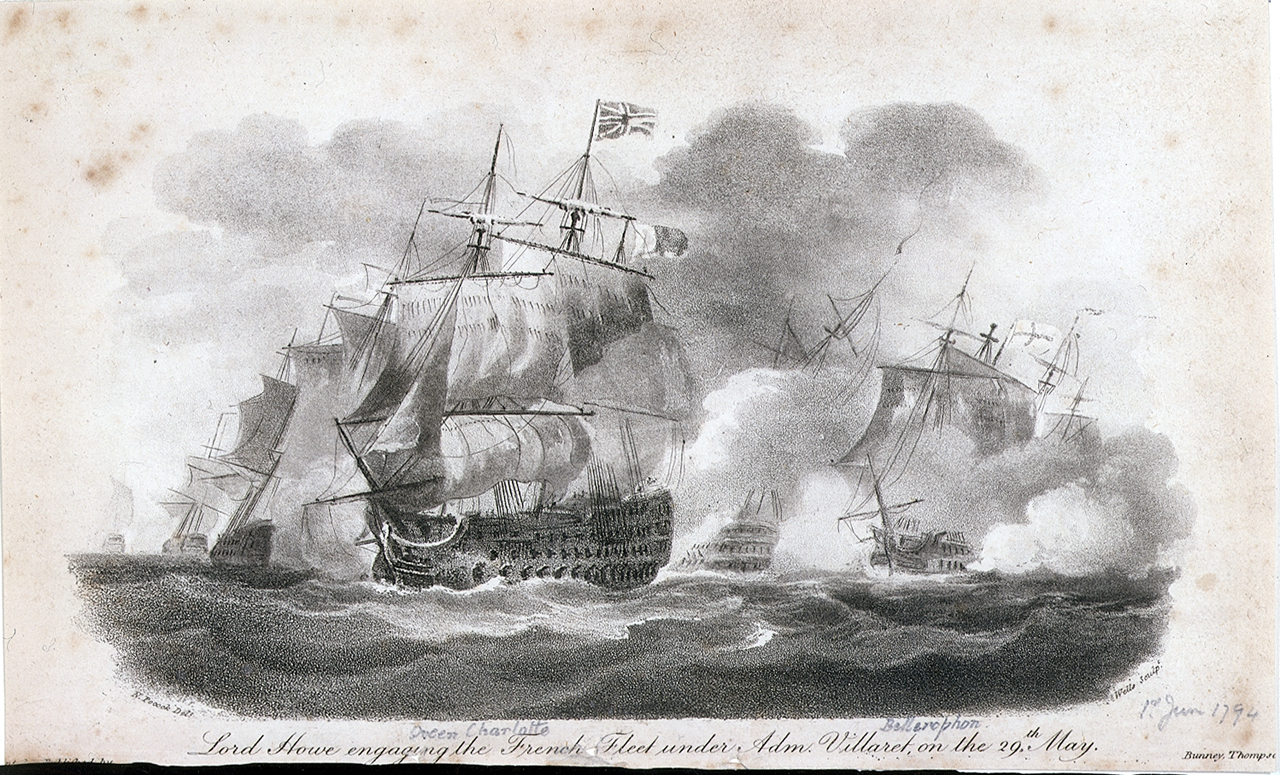
Славное первое июня Николаса Покока. В центре флагман Хау прорывает линию, за ним изображён «Беллерофон»

Британцы начали сближение с французами построившись в одну линию, с «Беллерофоном» в конце линии. Когда они приблизились, британские корабли были обстреляны французами. Паслей был тяжело ранен в ногу 18-фунтовым пушечным ядром и её пришлось ампутировать. Капитан Хоуп вступил в бой с французским 74-пушечным кораблём «Иоль», и продолжал обстреливать его, пока французский корабль не был вынужден выйти из линии. «Беллерофон» к тому времени потерял все три стеньги, а его грот-мачта была полностью разбита. Хоуп затем сигнализировал фрегату «Латона» чтобы отбуксировать «Беллерофон» с места боя. Несмотря на то, что под шквальным огнём во время боя «Беллерофон» был сильно повреждён, его потери были сравнительно лёгкими, составив четыре человека убитыми и от двадцати семи до тридцати ранеными.
После сражения «Беллерофон» вернулся в Англию с флотом Канала, где раненый Паслей покинул судно. «Беллерофон» был отправлен на верфь в Портсмут для ремонта, а затем вернулся к патрулированию Западных подходов с флотом Канала. Капитан Хоуп был заменён в конце ноября, и 1 декабря 1794 года «Беллерофон» получил нового командующего, капитана Джеймса Кранстоуна, восьмого лорда Кранстоуна.

### Отход Корнуоллиса

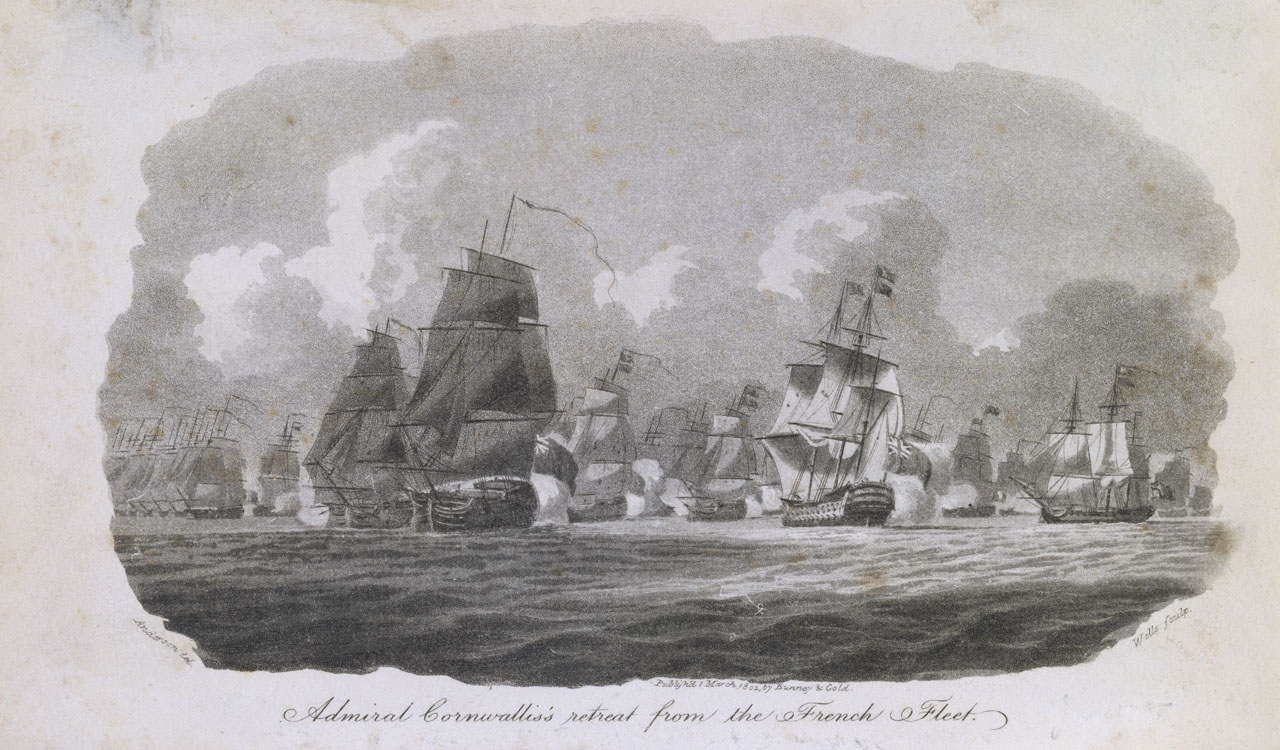
Отступление адмирала Корнуоллиса

«Беллерофон» вернулся в море в мае 1795 года после трёх месяцев стоянки на якоре в Соленте. Он находился в Спитхеде 1 мая, и когда 98-пушечный «Бойн» загорелся и взорвался, Bellerophon спас двенадцать человек из его экипажа. Затем в составе флота Канала, он присоединился к эскадре под командованием вице-адмирала сэра Уильяма Корнуоллиса, которая патрулировала море в районе острова Уэссан. Эскадра прибыла на станцию 7 июня, а на следующий день захватила конвой из восьми французских торговых кораблей, идущих из Бель-Иля. Эскадра оставалась в этом районе до 16 июня, когда наблюдатель с «Беллерофона» заметил большой флот на юго-востоке. Это была эскадра из Бреста, состоящая из тринадцати линейных кораблей, двух фрегатов, двух бригов и куттера, под командованием адмирала Вилларе де Жуайёза. Ввиду сильно превосходящих сил противника, Корнуоллис приказал отступать.
После целого дня преследования, передовые французские корабли предприняли попытку отрезать «Марс», и повредили его настолько, что ближе к концу дня он свалился из линии под ветер. Корнуоллис приказал привестись к ветру чтобы помочь «Марсу», в то время как капитан Роберт Стопфорд на «Фаэтоне» начал подавать сигналы, означающие обнаружение британского флота в поле зрения. Когда французские дозорные заметил далёкие паруса, Вилларе-Жуайёз решил, что решительные действия Корнуоллиса означают приближение британского флота, и потому он решил прекратить преследование. На самом деле по близости не было никакого британского флота, а замеченные французами паруса были конвоем британских торговых судов.

### Ирландские воды
«Беллерофон» вернулся в Англию в июне, а затем вновь отплыл чтобы патрулировать западные подходы до сентября. Он снова прибыл на королевскую верфь в Портсмуте в октябре и прошёл ремонт стоимостью £ 8103. Он вновь вступил в строй и продолжил патрулирование западных подходов в январе 1796 года, сначала под командованием Кранстоуна, а с апреля под командованием временно исполняющего обязанности капитана лейтенанта Джона Лоринга. В сентябре на борт прибыл капитан Генри Дарби чтобы принять командование кораблём. Он продолжал службу в западных подходах до начала января 1797 года, когда флота достигли новости, что была отправлена французская экспедиция в Ирландию. Адмиралтейство приказало «Беллерофону» и ряду других кораблей патрулировать район моря возле залива Бантри. К тому времени французская экспедиция была рассеяна из-за сильных штормов, и после трёх недель в дозоре «Беллерофон» вернулся в Корк, где он встретился с ирландской эскадрой под командованием адмирала Роберта Кингсмилла. Вскоре после его возвращения в Спитхед в начале марта, «Беллерофон» получил новые приказы из Адмиралтейства. Он отплыл 17 марта, направляясь в Кадис, чтобы присоединиться с Средиземноморскому флоту сэра Джона Джервиса для блокады порта.

### Средиземное море

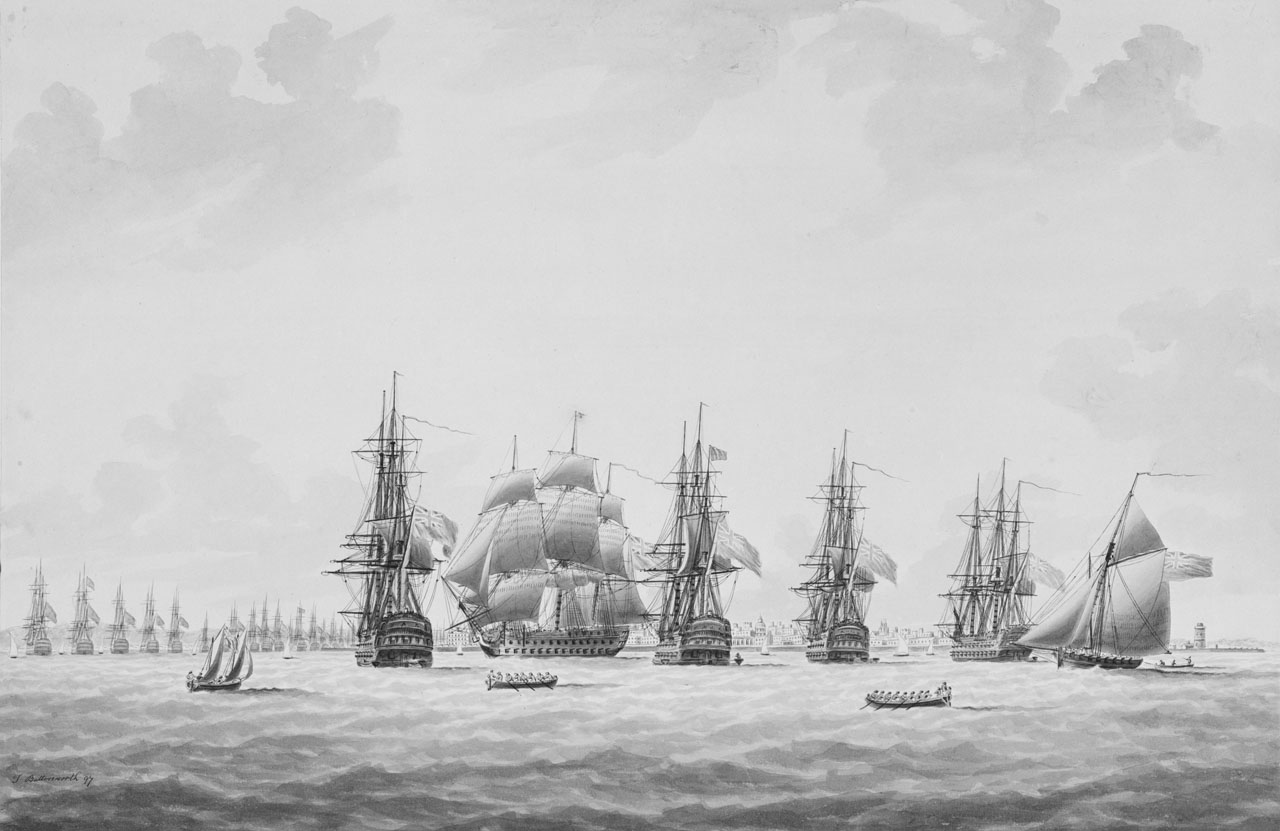
Прибрежная эскадра, блокирующая Кадис; «Беллерофон» первый слева

«Беллерофон» присоединился к флоту Джервиса в бухте Кадиса 30 мая 1797 года. Через три дня его в первый и последний раз посетил Горацио Нельсон, в то время контр-адмирал и командующий прибрежной эскадры блокирующего флота. «Беллерофон» был с флотом в бухте Кадиса до октября, когда Джервис отправил его в море для патрулирования района между мысом Трафальгар и мысом Сент-Винсент. Он продолжал выполнение этих обязанностей до конца мая 1798 года, когда «Беллерофон» вошёл в состав отдельной эскадры под командованием капитана Томаса Трубриджа, отправленной чтобы усилить эскадру Нельсона. В это время Нельсон был занят поисками крупного французского флота, который отплыл из Тулона с войсками.
Наполеон Бонапарт отплыл из Тулона с флотилией из 72 военных кораблей и 400 транспортов для нападения на Египет. 13 июня он занял Мальту, а 19 июня продолжил свой путь в Египет и прибыл в Александрию 1 июля. 31 мая Нельсон вернулся к Тулону, где обнаружил, что французы покинули порт 13 дней назад. 7 июня к Нельсону присоединилась эскадра Трубриджа, после чего в поисках врага Нельсон достиг Неаполя 17 июня, а затем и Мессины 20 июня. Здесь он узнал о захвате Мальты и догадался о вероятном месте назначения французов. Он отплыл в Александрию, но так как он двигался быстрее французов, его эскадра обогнала их и первой достигла Александрии 29 июня, за два дня до них. Не найдя там французов Нельсон решил возвращаться, и отправился в направлении, противоположном тому, с которого приближались французы. Однако Нельсона не покидала уверенность в том, что французы собирались именно в Египет, и он отправился в плавание в Александрию ещё раз. Вечером 1 августа 1798 года был обнаружен французский флот, который стоял на якоре в боевой линии в Абукирском заливе под защитой флотилии канонерских лодок, четырёх фрегатов и батарей на острове Абукир.

### Битва на Ниле
Британский флот появился в заливе поздно вечером 1 августа. Французский командующий, вице-адмирал Франсуа-Поль Брюейс, не ожидал ночной атаки, а потому корабли не были готовы к бою (треть экипажей находились на берегу, остальные занимались ремонтом). Используя благоприятный ветер Нельсон внезапно атаковал французский авангард, который оказался в сложном положении, так как тот же ветер помешал французскому центру прийти на помощь авангарду. «Беллерофон» был восьмым кораблём в британской линии, и когда началась битва, капитан Дарби спустился по ветру к французскому центру и в конце концов стал на якорь в 7 часов вечера. Возможно из-за какой-то ошибки экипажа или потому, что якорь зацепился не сразу, «Беллерофон» оказался рядом с французской флагманом, 120-пушечным «Ориентом».

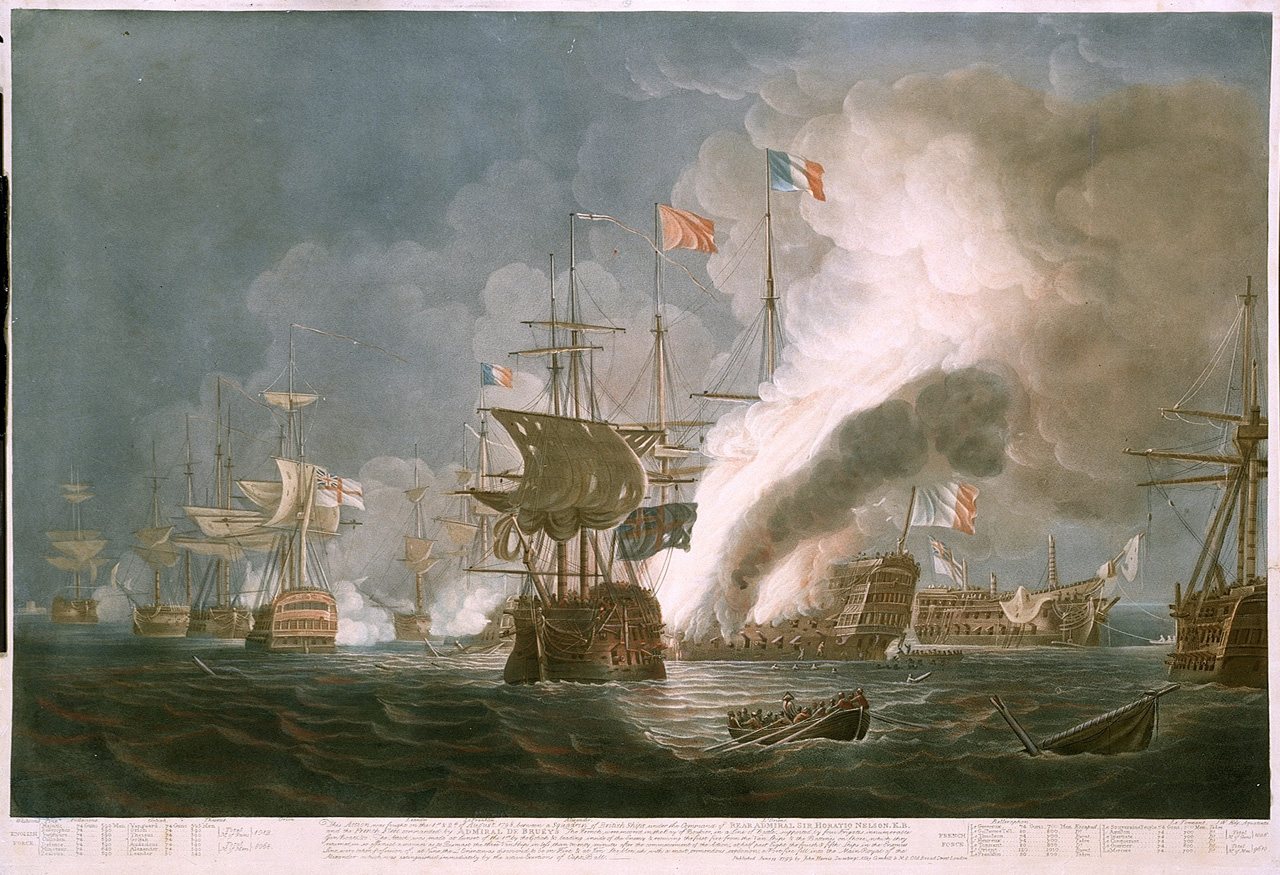
Битва на Ниле Томаса Виткомба. В центре горящий «Ориент», за ним виден «Беллерофон».

«Беллерофон» оказался в отчаянном положении. Более мощный трёхпалубный «Ориент» произвёл несколько бортовых залпов по «Беллерофону», разбив его шлюпки, несколько орудий и сильно повредив такелаж. Французские морские пехотинцы на верхних палубах обстреливали из мушкетов открытую верхнюю палубу «Беллерофона». От 60 до 70 членов экипажа корабля были убиты или ранены на начальном этапе сражения, в том числе и капитан Дарби, который потерял сознание после ранения в голову. Командование затем перешло к его первому лейтенанту Даниэлю. Даниэль и второй лейтенант, Ландер, хотя оба и были ранены, но смогли руководить боем, пока выстрелом не оторвало левую ногу Даниэля. Когда его несли вниз он вновь был ранен, на этот раз картечью и умер на месте. Четвёртый лейтенант, Джон Хэдэвей, также был ранен и его отнесли к хирургу, а пятый лейтенант, Джордж Джолиф, был убит на палубе. После часа перестрелки с «Ориентом», «Беллерофон» лишился бизани, а вскоре после этого и грот-мачты. Лейтенант Ландер был убит падающей грот-мачтой, и командование перешло к третьему лейтенанту, Роберту Кэткарту. Кэткарт приказал сняться с якоря и попытаться поставить хоть какие-то паруса, чтобы вывести корабль из-под огня «Ориента». Парус тотчас же был поднят, но это вызвало слишком большую нагрузку на фок-мачту, которая вскоре рухнула. Теперь уже полностью лишившийся мачт «Беллерофон» начал отдаляться от места боя, в то время как его экипаж был занят тушением пожаров.
Когда «Беллерофон» медленно отошёл от французов, он был замечен 74-пушечным «Свифтшуром», который приближался к французскому центру. Это было в 9 часов вечера, и из-за темноты капитан «Свифтшура», Бенджамин Хэллоуэлл, не смог определить принадлежность корабля и предположил, что это была повреждённый французский корабль, который пытается сбежать. Он хотел обстрелять его, но в итоге решил атаковать французский центр, где он в конце концов стал на якорь за кормой «Ориента», почти в том самом месте где до этого находился «Беллерофон». Капитан Дарби к этому времени вновь смог принять командование и по его приказу повреждённый «Беллерофон» стал на якорь в восточной части залива, а его экипаж начал заниматься срочным ремонтом. Сражение же бушевало всю ночь, и в конечном итоге завершилось решающей победой англичан. Следующие пять дней были потрачены для ремонта кораблей и похорон погибших. Из экипажа «Беллерофона» 49 человек были убиты и 148 получили ранения. Ещё восемь человек погибли от ран в течение следующей недели.

### Великобритания и Вест-Индия
После проведения срочного ремонта в заливе Абукир, «Беллерофон» поставил временные мачты и взяв на буксир захваченный «Спартиат» вместе с «Маджестик» отплыл в Гибралтар для ремонта. Когда ремонт был закончен он вернулся в Англию, прибыв в Спитхед 2 апреля 1800 года, где корабль был отправлен на верфь для более существенного ремонта в сентябре. Эти работы обошлись в £ 32 608 и продолжались до августа 1801 года. Он вновь вступил в строй 25 июня 1801 под командованием капитана Джорджа Стюарта и отплыл в августе, чтобы присоединиться к флоту канала, который блокировал Брест. Джордж Стюарт был заменён капитаном Джоном Лорингом 25 ноября, и «Беллерофон» продолжил блокаду, пока не получил новые приказы в начале марта 1802 года.
«Беллерофон» был среди пяти кораблей, которым было приказано присоединиться к эскадре адмирала Джона Дакворта в Вест-Индии, и он отплыл из Торбея 2 марта 1802 года. К моменту его прибытия туда 27 марта, был подписан Амьенский мир, и Англия и Франция больше не воевали. В течение следующих восемнадцати месяцев «Беллерофон» был занят крейсерством в проливе Ямайка и сопровождением торговых конвоев между Ямайкой и Галифаксом.

## Наполеоновские войны

### Вест-Индия и возвращение в Британию
Когда в мае 1803 года начались Наполеоновские войны, «Беллерофон» находился в Вест-Индии. Его капитан, Джон Лоринг, был назначен коммодором британской эскадры, которой была поручена блокада Сан-Доминго. В середине 1803 года эскадра под командованием капитана Генри Уильям Bойнтона, состоящая из «Камберленда», «Эркюля», «Беллерофона», «Элефанта» и «Вэнгарда» захватила две французских каперских шхуны «Поиссон Волант» и «Супериор». Обе шхуны впоследствии были приняты в состав Королевского флота. В конце июня были захвачены корвет «Миньон» и бриг, после чего англичане продолжили патрулировать море в районе Кап-Аитьен. 24 июля эскадра, состоящая из «Беллерофона» и 74-пушечных кораблей «Элефант», «Тезеус» и «Вэнгард», наткнулась на два французских 74-пушечных корабля, «Дюкен» и «Дюге-Труэн», и фрегат «Геррье», которые попытались сбежать из Кап-Аитьен. Ночью французы разделились, «Дюкен» двинулся на запад, а «Дюге-Труэн» и «Геррье» на восток. Британская эскадра устремилась в погоню и после непродолжительного боя «Вэнгард» и «Тартар» вынудили «Дюкен» спустить флаг. «Элефант», который преследовал «Дюге-Труэн», почти догнал его, даже успел сделать несколько выстрелов, но в итоге «Дюге-Труэну» вместе с фрегатом удалось уйти от погони и отправится во Францию. Во время короткого боя «Беллерофон» потерял одного человека убитым.
Он продолжал блокаду Кап-Аитьен до ноября 1803 года, когда командующий французским гарнизоном Донасьен де Рошамбо, попросил Лоринга позволить ему эвакуировать своих людей, которые оказались в осаде армии рабов во главе с Жан-Жаком Дессали́ном. Французам разрешили эвакуироваться на трёх фрегатах, «Сурвеланте», «Клоринда» и «Верту», а также на нескольких более мелких судах, которые в сопровождении британской эскадры были доставлены на Ямайку.

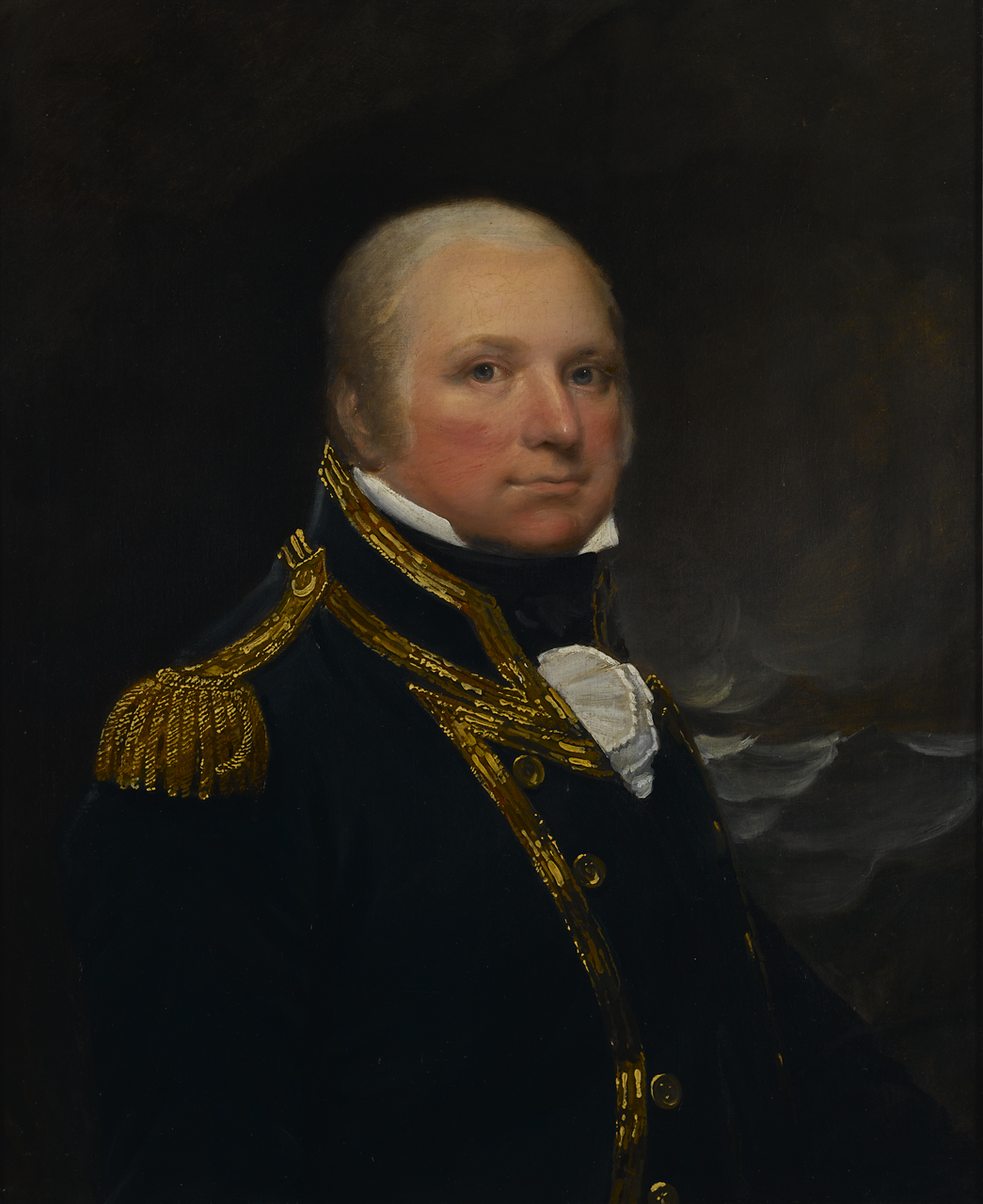
Капитан Джон Кук, который командовал кораблём при Трафальгаре

В начале февраля 1804 года на корабле произошла вспышка малярии; 212 членов экипажа «Беллерофона» заболели. 17 человек умерло на борту корабля, в то время как 100 человек были переданы в береговой госпиталь, где ещё 40 погибли от болезни. Кораблю было приказано вернуться в Великобританию в июне сопровождая большой конвой, и он прибыл в Даунс 11 августа. Он был отправлен на верфь в Портсмуте для ремонта, перед возвращением в состав флота Канала, где он принял участие в блокаде Бреста в составе эскадры под командованием адмирала сэра Уильяма Корнуоллиса. Он продолжал принимать участие в блокаде до весны 1805 года, когда 24 апреля капитан Лоринг был заменён капитаном Джоном Куком.

### Перед Трафальгарским сражением
В мае 1805 года большой французский флот под командованием вице-адмирала Пьера-Шарля Вильнёва прорвал блокаду Тулона. «Беллерофон» был послан с эскадрой под командованием вице-адмирала Катберта Коллингвуда патрулировать Гибралтарский пролив. Но прежде чем они прибыли туда, Вильнёв соединился с испанской эскадрой под командованием адмирала Федерико Гравины, и отплыл в Атлантику, преследуемый Средиземноморским флотом Нельсона. В то время как Нельсон преследовал Вильнёва в Вест-Индии так и не сумев его обнаружить, Коллингвуд продолжал блокаду Кадиса. Его эскадра оставалась там в середине августа, когда Вильнёв появился у порта со своим флотом. Так как у него было слишком мало кораблей, чтобы перехватить объединённый флот, Коллингвуд позволил им войти в Кадис, а затем вновь возобновил блокаду. Затем в течение ближайших нескольких месяцев его эскадра была усилена рядом судов, и 28 сентября командование эскадрой принял Нельсон.

### Трафальгарское сражение
Нельсон установил свободную блокаду объединённого флота, сохраняя большую часть своего флота вне поля зрения противника, но с отрядом фрегатов и линейных кораблей, дислоцированных между основным флотом и Кадисом. 19 октября франко-испанский флот начал подготовку к выходу в море, и сигнал об этом был передан по линии судов. Уильям Прайс Камби, первый лейтенант «Беллерофона», первым из основного флота заметил сигнал, поднятый на последнем корабле в линии связи, «Марсe». Британцы стали преследовать объединённый флот как только он начал своё путешествие в Гибралтарский пролив, и появился в поле зрения британского флота утром 21 октября. В 11 часов утра сигнальщик «Беллерофона», мичман Джон Франклин, заметил, что Нельсон поднял свои знаменитый сигнал «Англия ждёт, что каждый выполнит свой долг», и через час-полтора «Беллерофон» вступил в бой в качестве пятого корабля в подветренной колонне Коллингвуда. Он был за кормой 80-пушечного «Тоннанта» и впереди 74-пушечного «Ахилла», с 74-пушечным «Колоссусом», идущим чуть правее и сзади.

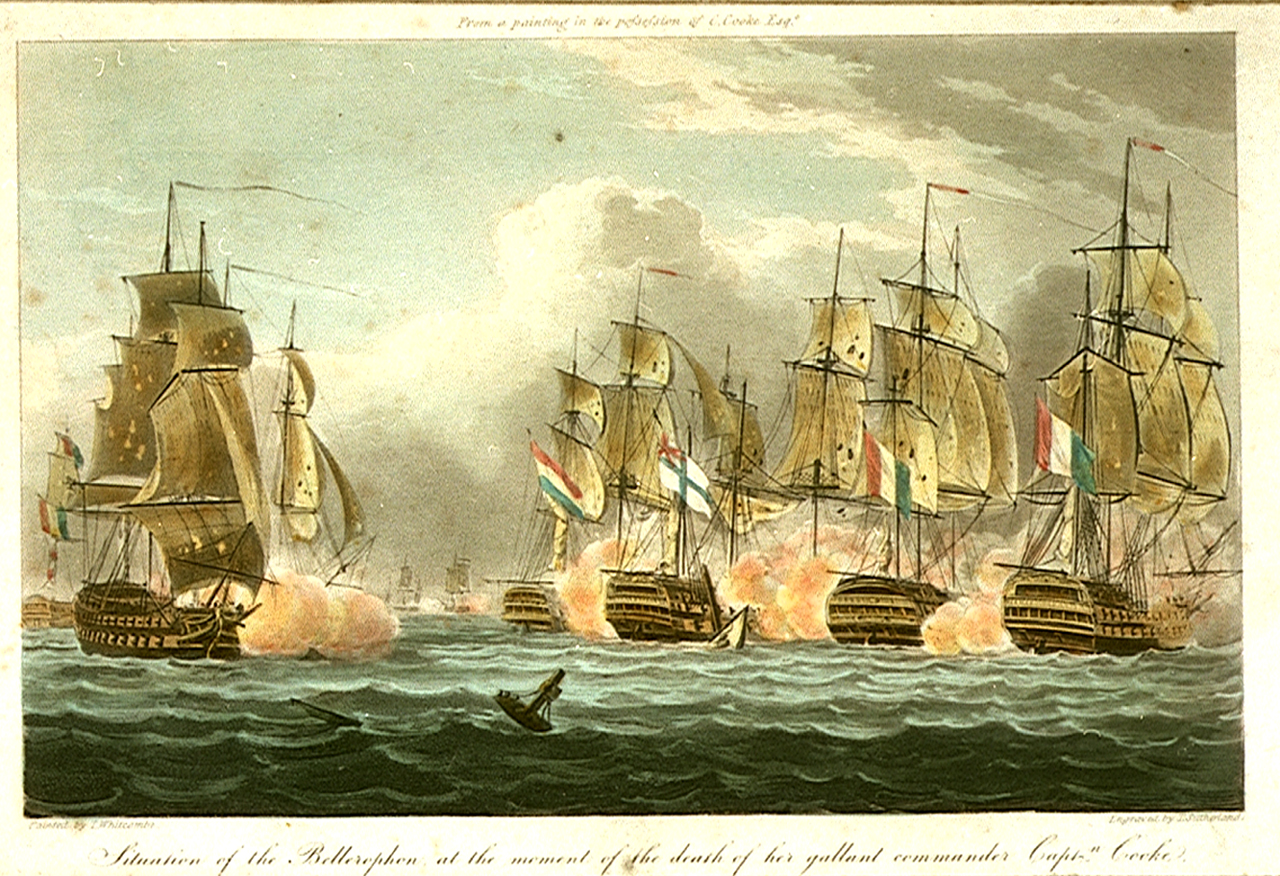
Положение «Беллерофона» на момент смерти капитана Кука

В 12:30 дня, «Беллерофон» прорезал вражескую линию, пройдя за кормой испанского 74-пушечного корабля «Монарка» и выпустив по нему два бортовых залпа. Пройдя мимо испанского судна «Беллерофон» столкнулся с французским 74-пушечным «Эглем», запутавшись в его такелаже. Сцепившись вместе они обменялись бортовыми залпами с близкого расстояния, в то время как морские пехотинцы с «Эгля» обстреливали палубу «Беллерофона» из мушкетов и забрасывали её гранатами. Лейтенант Камби заметил, что основной мишенью противника были офицеры, и что заметные эполеты капитана Кука представляют для него серьёзную опасность. Камби попросил его снять их, но Кук отказался. «Беллерофон» теперь оказался под огнём «Эгля» и трёх других кораблей, испанских «Сан-Хуан Непомусено» и «Багама», и французского «Свифтшур». В час дня «Беллерофон» лишился грот- и бизань-мачты, а в 13:11 был убит капитан Кук.
После смерти капитана лейтенант Камби принял на себя командование. Огонь по кораблю заметно уменьшился и тогда французы попытались взять его на абордаж, но нападение было отбито. Два судна были так близко друг к другу, что орудийные расчёты на их нижних палубах боролись врукопашную через орудийные порты, в то время как гранаты, бросаемые через порты, вызывали тяжёлые потери. Одна из гранат, брошенная в «Беллерофон» взорвалась в кладовой наводчика, но к счастью взрывной волной закрыло дверь в пороховой погреб. В результате пожар был быстро потушен, и катастрофический взрыв был предотвращён.
В 1:40 вечера, находясь под сильным огнём больше часа, экипаж «Эгля» закрыл орудийные порты и медленно отошёл в сторону. Когда дым рассеялся, Камби заметил, что испанский «Монарка», который «Беллерофон» обстрелял первым, спустил свой флаг в знак капитуляции. Камби направил шлюпку, чтобы завладеть призом. Экипаж «Беллерофона» в это время прикладывал все усилия, чтобы провести ремонт и убрать обломки. Он вновь был вынужден применить своё оружие, когда авангард объединённого флота, во главе с контр-адмиралом Пьером Дюмануаром де Пелли, предпринял запоздалую попытку прийти на помощь центру и арьергарду. Нападение было отбито, и в 5 часов вечера пушки «Беллерофона» прекратили огонь. В 5:30 вечера Камби направил лодку чтобы завладеть «Багама», который также спустил свой флаг. К концу боя «Беллерофон» понёс потери в 27 человек убитых и 123 раненых. Среди погибших были его капитан, штурман Джон Овертон, и мичман Джон Симмонс.

### Шторм и возвращение
В течение следующих семи дней экипаж «Беллерофона» был занят ремонтом повреждений, установкой временных мачт, и борьбой с сильной бурей, которая обрушилась на этот район сразу после битвы. Он прибыл в Гибралтар 28 октября, где прошёл срочный ремонт, что позволило ему вернуться в Англию в качестве эскорта для «Виктори», вместе с «Бельилем». И «Бельиль» и «Беллерофон» требовали серьёзного ремонта, но было сочтено целесообразным, чтобы им была предоставлена честь сопровождать тело Нельсона в Британию на борту «Виктори». Лейтенант Камби, временно исполняющий обязанности капитана, был заменён 3 ноября, за день до начала рейса домой, капитаном Ричардом Томасом. Однако Томас был сам заменён на следующий день капитаном Эдвардом Ротеремом, который командовал флагманом Коллингвуда, «Ройял Соверином», во время боя.
Три корабля отплыли вместе до Корнуолла, где 2 декабря «Виктори» отделился, чтобы направиться в Портсмут, а «Беллерофон» и «Бельиль» отправились в бухту Коусэнд. «Беллерофон» был затем отправлен в Плимут на верфь для ремонта, вернувшись к действительной военной службе 26 февраля под командованием капитана Ротерема. Присоединившись к флоту канала «Беллерофон» приступил к своим обычным обязанностям, блокаде и патрулированию Уэссана и Бреста.

### Балтийское море
Командование Ротерема продолжалось два с половиной года, пока он не был заменён 8 июня 1808 года капитаном Сэмюэлем Уорреном. Уоррену было приказано взять «Беллерофон» и присоединиться к флоту в Северном море, где начать блокаду голландских портов. Там он входил в состав эскадры контр-адмирала Алана Гарднера. К 1809 году стратегическая ситуация на Балтике ухудшилось после того, как Российская империя подписала Тильзитский договор и начала поддержать Францию. «Беллерофону» было приказано присоединиться к флоту дислоцированному в Балтийском море под командованием адмирала сэра Джеймса Сумареса. Сумарес направил «Беллерофон» и «Минотавр» на север к Финскому заливу в июне, и 19 июня оба корабля встретили три подозрительных люгера, стоявших на якоре в гавани Ханко. Глубина моря была недостаточной, чтобы позволить линейным кораблям приблизиться к люгерам, поэтому были отправлены несколько шлюпок под командованием лейтенанта Роберта Пилча с «Беллерофона». Англичане захватили люгеры, но оказались в ловушке, когда русские береговые батареи и несколько канонерских лодок открыли по ним огонь. Пилч отдал приказ сжечь люгеры, погрузил своих людей на шлюпки и высадился на берег рядом с ближайшей русской береговой батареей. Батарея, которую защищали 100 моряков, была взят штурмом, британцы заклепали пушки и уничтожили арсенал, прежде чем вернуться к кораблям, потеряв при этом только пять человек ранеными.
В июле 1809 года «Беллерофон» был частью эскадры под командованием капитана Томаса Байама Мартина с «Имплакабла». Он находился в районе Перкила Пойнт 7 июля, когда была обнаружена флотилия из восьми русских канонерских лодок. Вечером отряд шлюпок во главе с лейтенантом Хавкеем с «Имплакабла» предпринял попытку захватить канонерки. Хавкей был убит, но лейтенант Чарльз Аллен с «Беллерофона» взял на себя командование и шесть канонерских лодок были захвачены, а седьмая уничтожена, вместе с 12 судами, перевозящими припасы для русской армии. «Беллерофон» совершил несколько путешествий в течение остальной части года, посетив Аландские острова и Карлскруна, прежде чем вернуться в Великобританию с конвоем в ноябре 1809 года.

### Блокада и патрулирование

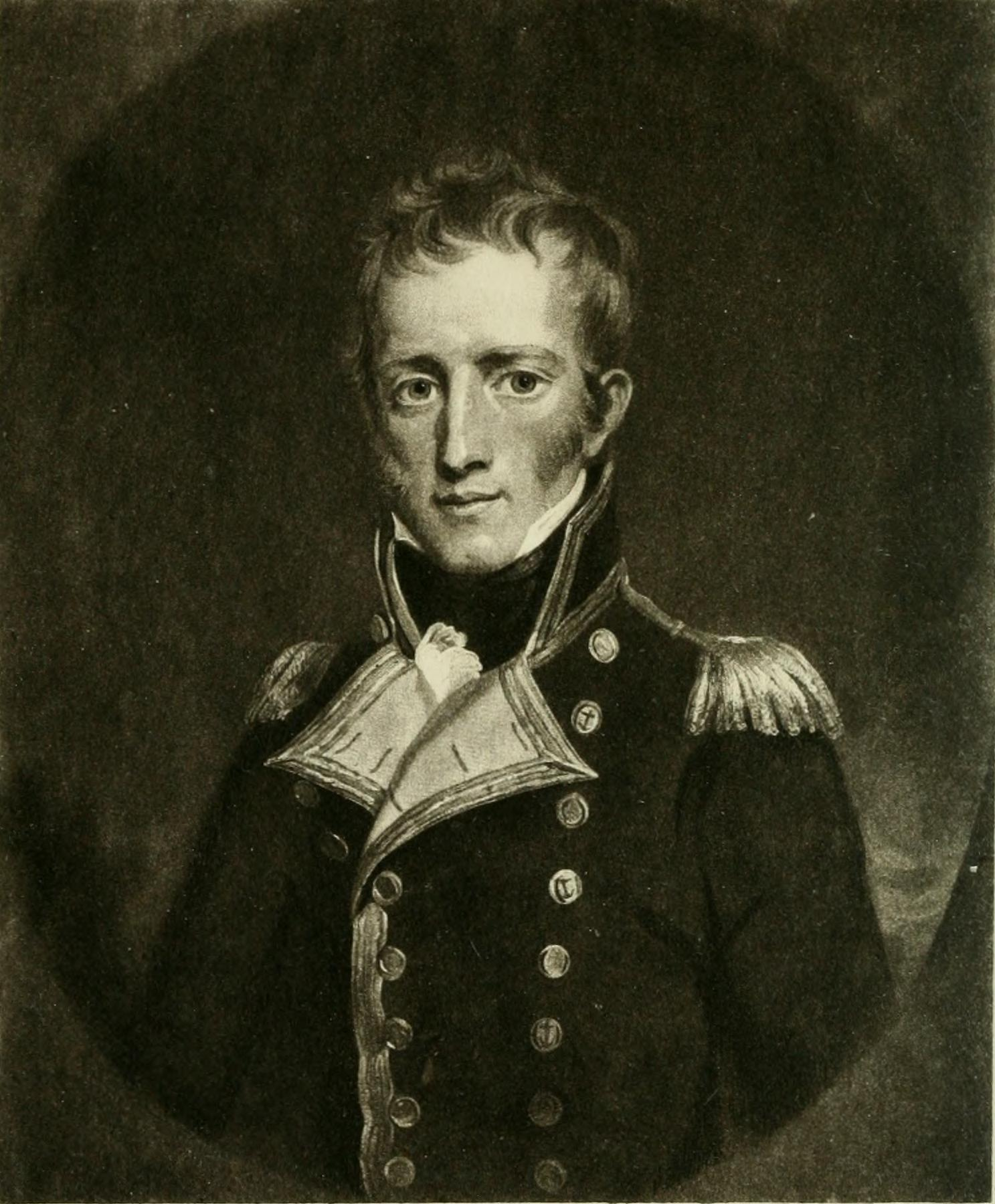
Льюис Мейтленд, последний капитан «Беллерофона»

«Беллерофон» прошёл небольшой ремонт в январе 1810 года, после чего он был поставлен на якорь в Норе. Затем он возобновил свою блокадную службу в Северном море, сменив за это время нескольких капитанов. 23 августа 1810 года Уоррена сменил капитан Джон Халстед, а он был заменён капитаном Августусом Брином 5 ноября. Брин продолжал командовать кораблём до февраля 1813, и всё это время «Беллерофон» оставался в составе блокирующей эскадры в Северном море. 11 февраля 1813 года на борт прибыл капитан Эдвард Хаукер, чтобы взять на себя командование кораблём и были сделаны необходимые приготовления, чтобы «Беллерофон» стал флагманом вице-адмирала сэра Ричарда Гудвина Китса, вновь назначенного губернатором Ньюфаундленда. «Беллерофон» доставил Китса к Сент-Джонс, а затем отплыл на юг к Бермудам в качестве сопровождения конвоя. Возвращаясь к Сент-Джонс летом, он захватил несколько американских кораблей, в том числе 16-пушечный капер «Джини». Он провёл остальную часть года патрулируя море в районе мыса Рэйс, прежде чем вернуться в Великобританию с конвоем в ноябре. 1814 год прошёл подобным же образом, «Беллерофон» сопровождал конвои к Сент-Джонс в период с апреля по июнь, а затем патрулировал море в районе мыса Рэйс до декабря. Затем он вернулся в Нор, и 9 апреля 1815 капитана Хаукера сменил капитан Фредерик Льюис Мейтленд.
В мае 1815 года «Беллерофон» отправился в Плимут, где вошёл в состав эскадры контр-адмирала сэра Генри Хотэма, с приказом присоединиться к блокаде французских атлантических портов. Хотэм, который поднял свой флаг на «Супербе», послал Мейтленда на «Беллерофоне» блокировать Рошфор, где в гавани стояли на якоре два фрегата, бриг и корвет. «Беллерофон» провёл больше месяца на этой станции, патрулируя подходы к порту и перехватывая прибрежные суда. К этому времени Наполеон потерпел поражение в битве при Ватерлоо 18 июня и 2 июля прибыл в Рошфор. После поражения его армии, и под угрозой неминуемого восстановления монархии Бурбонов, Наполеон надеялся получить разрешение отплыть в США. Новости о том, что Наполеон находится в Рошфоре, достигли Мейтленда в начале июля, и два 20-пушечных корабля, «Мирмидон» и «Слэни», были отправлены для поддержки «Беллерофона» и патрулирования других входов в порт.

## Сдача Наполеона
Временное правительство Франции в Париже оказывало давление на Наполеона, требуя, чтобы он как можно скорее покинул Францию. Если бы он задержался во Франции, он рисковал стать узником Бурбонов или австрийцев. Альтернативой была сдача англичанам с просьбой о предоставлении политического убежища. 10 июля Наполеон послал двух эмиссаров, генерала Жана Мари Рене Савари и графа де Лас-Каза, на «Беллерофон», чтобы встретиться с капитаном Мейтлендом и обсудить возможности оказания помощи Наполеону для его путешествия в Соединённые Штаты. Мейтленду был дан приказ не допустить этого, и вместо этого предложить взять Наполеона на борт своего корабля и отвезти его и его свиту в Великобританию. Дальнейшие обсуждения и переговоры продолжались в течение ближайших нескольких дней, но так как времени становилось всё меньше, Наполеон решил 13 июля сдаться англичанам. 14 июля Мейтленду передали письмо, сообщающее ему, что Наполеон готов прибыть на борт «Беллерофона» на следующее утро, чтобы сдаться британскому флоту.

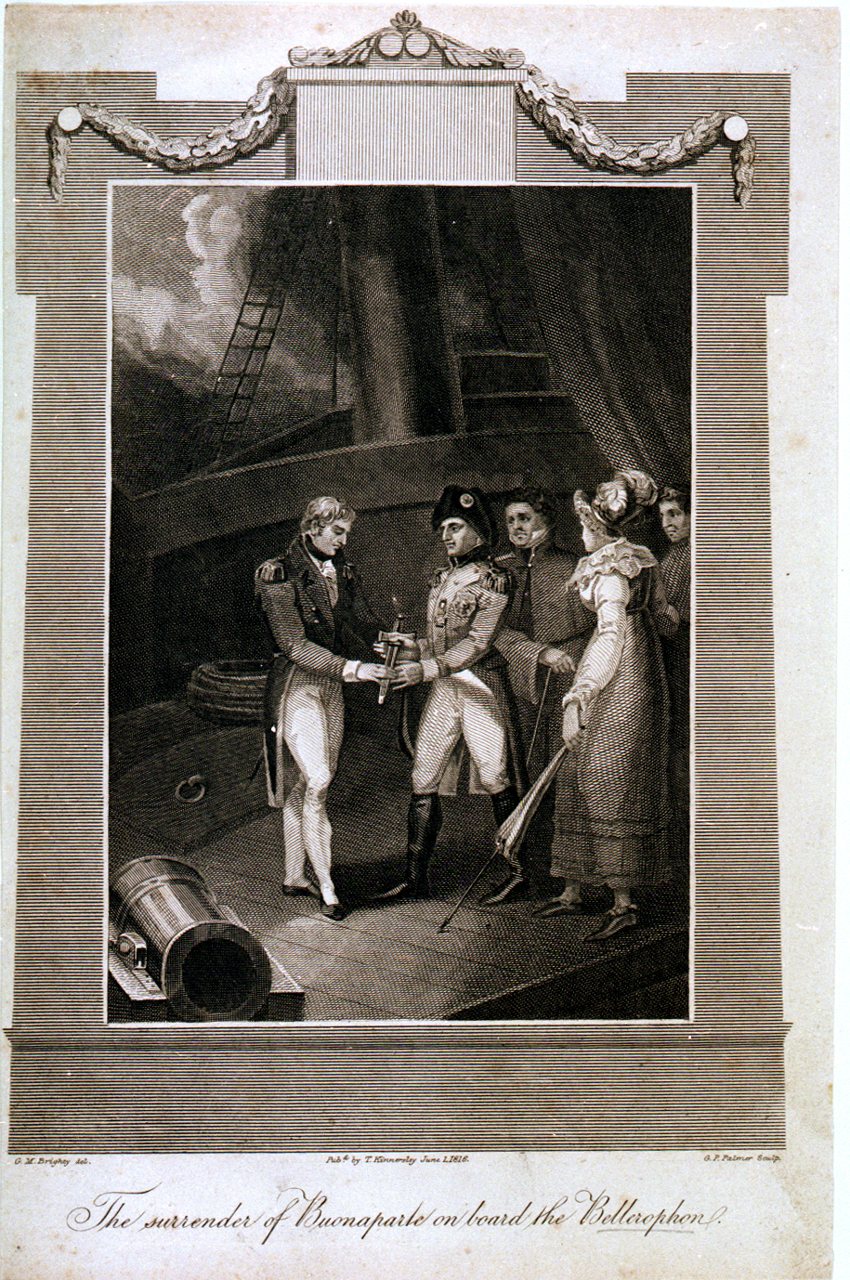
Наполеон вступает на борт «Беллерофона»

Наполеон поднялся на борт брига Эпевьер рано утром 15 июля, и отправился в плавание к «Беллерофону». Когда он приближался к кораблю, был замечен 74-пушечный «Суперб», под флагом вице-адмирала Хотэма, идущий наперерез французскому бригу. Обеспокоенный тем, что бриг может не успеть достичь «Беллерофона» до прибытия «Суперба», и что, следовательно, честь взять на свой борт самого Наполеона достанется Хотэму, Мейтленд приказал отправить баркас «Беллерофона», чтобы забрать бывшего императора и перевести его на корабль. Где-то между 6 и 7 часами утра, баркас подошёл к борту «Беллерофона» и генерал Анри Гасьен Бертран, а за ним и Наполеон поднялись на борт корабля. Морские пехотинцы отдали ему честь, и Наполеон подошёл к шканцам, снял шляпу, и на французском языке объявил капитану Мейтленду: «Я пришёл, чтобы перейти под защиту вашего короля и ваших законов». Мейтленд поклонился в ответ. С заключением бывшего императора под стражу на борту британского военного корабля, наполеоновские войны, наконец, закончились.

### Наполеон на «Беллерофоне»

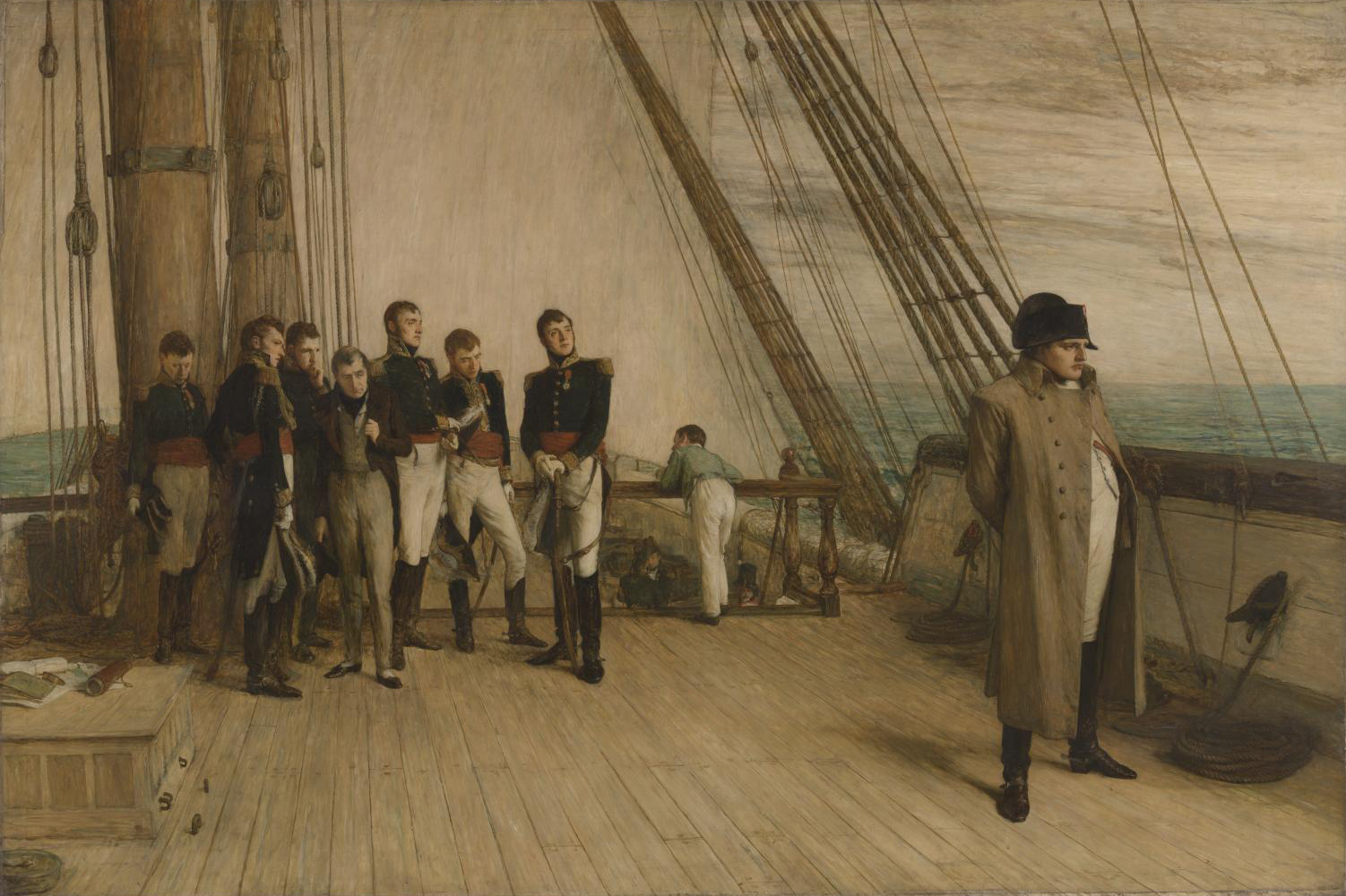
Наполеон на борту «Беллерофона» прощается с французской землёй

Мейтленд показал Наполеону большую каюту, которую он предоставил в его распоряжение, и провёл ему экскурсию по своему кораблю. В 10:30 Superb стал на якорь на рейде и Мейтленд отправился на его борт, чтобы доложиться адмиралу. Хотэм подтвердил его договорённости, и решил, что Наполеона следует доставить в Англию на борту «Беллерофона». Он сам поднялся на борт корабля, чтобы встретиться с бывшим императором, и приказал устроить грандиозный ужин в большой каюте, на котором присутствовали британские офицеры и свита Наполеона. На следующий день Наполеон посетил Хотэма на борту «Суперба», и после его возвращения Мейтленд начал путешествие в Англию в компании с «Мирмидоном». Во время плавания Наполеон обычно прогуливался на палубе около 5 часов вечера, а затем следовал на официальный обед в 6 часов вечера. Матросы и офицеры снимали перед ним шляпы и держались на расстоянии, когда Наполеон выходил на палубу, и говорили с ним если только он сам обращался к ним. Установившийся порядок вещей был немного нарушен утром 23 июля, когда Наполеон появился на палубе на рассвете, в то время как «Беллерофон» проходил возле острова Уэссана, последней части французской земли. Он поднялся на ют, на котором присутствовали мичманы, и провёл утро, наблюдая как береговая линия медленно отступает из поля зрения. К нему присоединились члены его свиты, хотя он и не разговаривал ни с кем из них.

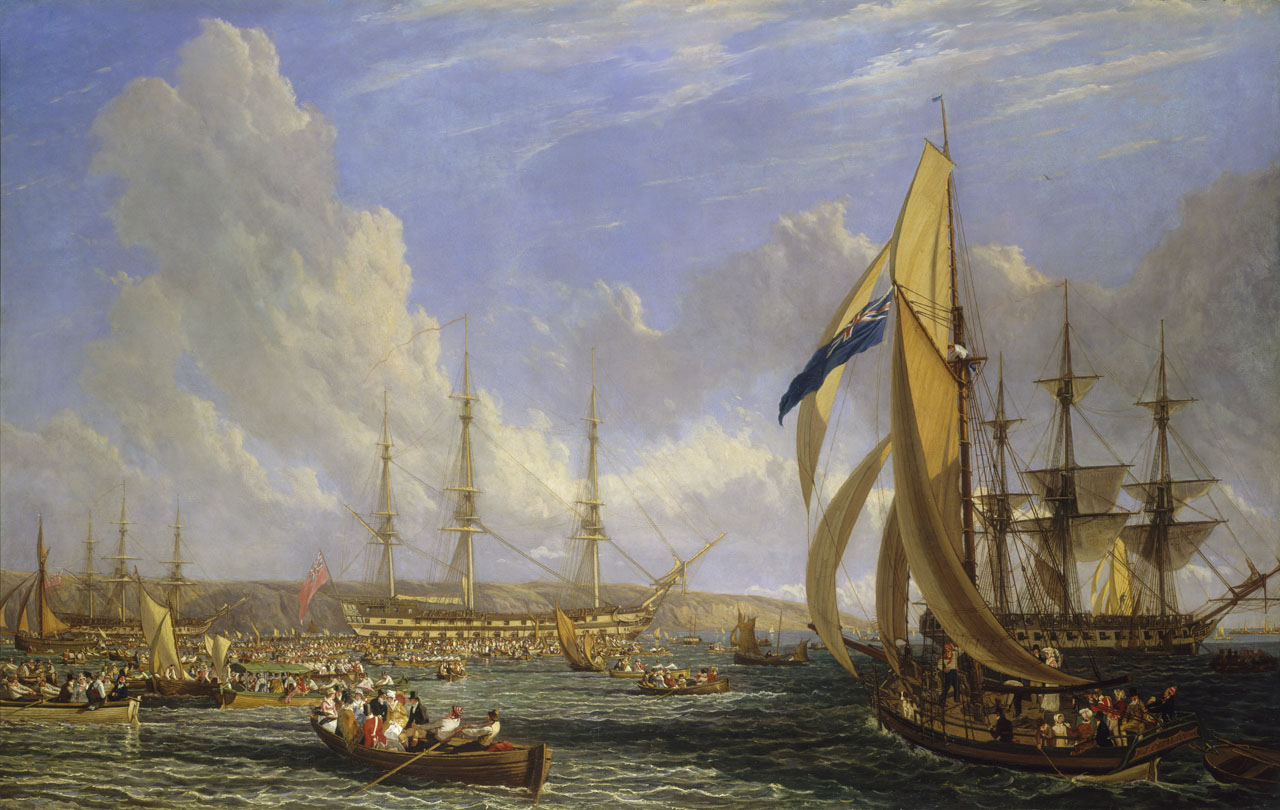
«Беллерофон» в окружении лодок с желающими увидеть Наполеона

«Беллерофон» встал на якоре у Бриксхема утром 24 июля и Мейтленд получил приказ от адмирала лорда Кейта не пускать на борт корабля никого, за исключением солдат и офицеров, которые составляют его команду. Несмотря на этот приказ, из-за береговых лодок, которые подходили к стоящему на якоре военному кораблю привозя свежий хлеб и фрукты на продажу, в конце концов просочились информация, что Наполеон был на борту корабля. Эти новости вызвали большой ажиотаж, и большое количество лодок, заполненных любопытными, вскоре окружили корабль. Иногда Наполеон выходил, чтобы посмотреть на них, но, несмотря на уговоры со стороны некоторых людей пустить их на борт, Мейтленд запретил любой контакт между судном и берегом. 26 июля «Беллерофона» получил приказ отправляться в гавань Плимута, где лорд Кейт стоял на якоре на борту своего флагмана «Вилль де Пари». Наполеон остался на борту «Беллерофона» и корабль был изолирован от толп любопытных экскурсантов двумя сторожевыми кораблями, «Лиффи» и «Евротом», которые стали на якоре на расстоянии вытянутой руки.
«Беллерофон» провёл две недели в гавани Плимута, в то время как власти решали что делать с Наполеоном. 31 июля они наконец сообщили о принятом решении относительно судьбы бывшего императора. Наполеон был сослан на далёкий остров Святой Елены. Ему разрешили взять с собой трёх офицеров, своего хирурга и двенадцать слуг. Наполеон, который надеялся, что ему будет разрешено спокойно поселиться в Британии, был горько разочарован этой новостью. «Беллерофону» не позволили отвезти его в изгнание. Адмиралтейство было обеспокоено тем, что старый корабль может оказаться непригодным для длительного путешествия в Южной Атлантике, и потому для выполнения этой задачи был выбран 74-пушечный «Нортумберленд». 4 августа лорд Кейт приказал «Беллерофону» выйти в море и ждать прибытия «Нортумберленда». 7 августа Наполеон поблагодарил Мейтленда и его команду за их доброту и гостеприимство, и покинул «Беллерофон», где он провёл более трёх недель, так и не ступив на берег Англии. Он пересел на «Нортумберленд», который затем отплыл к острову Святой Елены.

## Плавучая тюрьма и окончание службы
После отправки Наполеона в изгнание, «Беллерофон» отправился в Ширнесс, и стал там на якорь 2 сентября. Там он был в последний раз переведён в резерв, и лишился всех орудий и мачт. Так как с окончанием наполеоновских войн отпала необходимость в большом количестве военных кораблей, «Беллерофон» присоединился к большому числу судов, оставленных в резерве. Когда 16 октября 1815 года было принято решение перевести куда-нибудь осуждённых, ранее размещённых на борту бывшего «Портланда», было предложено перевести их на «Беллерофон», стоящий на якоре в реке Медуэй. Предложение было утверждено и были приняты соответствующие меры. «Беллерофон» был отправлен на верфь в Ширнессе в декабре 1815 года, где в течение девяти месяцев его переоборудовали в плавучую тюрьму.
Эти работы обошлись в £ 12 081 и после их завершения первые заключённые были переведены на корабль в январе 1817 года. Первоначально «Беллерофон» был рассчитан на 435 заключённых, хотя в 1823 году изменения в законодательстве привели к тому, что взрослые заключённые были переведены с «Беллерофона» и корабль стал использоваться в качестве тюрьмы для подростков, 320 из которых прибыли на борт в начале 1824 года. В 1824 году было принято решение переименовать «Ватерлоо», 80-пушечный корабль спущенный на воду в 1818 году, в «Беллерофон». Чтобы освободить имя, бывший «Беллерофон» был переименован в «Каптивити» 5 октября 1824 года. Он продолжал службу в качестве тюрьмы для подростков до начала 1826 года, когда было принято решение перевести корабль в Плимут. Он прибыл туда в июне и провёл последние восемь лет своей службы в качестве плавучей тюрьмы в Плимуте. В 1834 году было принято решение отправить на слом старые блокшивы. Когда последние осуждённые покинули «Каптивити», он был передан обратно в военно-морское ведомство, которое выставило его на продажу. Он был продан на слом в Плимуте за £ 4030 21 января 1836 года.

## Наследие
Часть древесины с «Беллерофона» была куплена на аукционе Джорджем Беллами, который был хирургом на «Беллерофоне» во время Битвы на Ниле. Беллами использовал её для постройки своего коттеджа в Плимстоке. Капитан Мейтленд купил часть его носовой фигуры и некоторые из его кормовых украшений, позже передав их в коллекцию, которая в конечном итоге оказалась в Королевском военно-морском музее. В Национальном морском музее также хранится несколько реликвий, связанных с «Беллерофоном» и людьми, связанными с ним, в том числе кортик, сабля и пистолет капитана Джона Кука, и презент, подаренный адмиралу Паслею Лондонским Ллойдом. В коллекции также содержатся предметы, связанные с пребыванием на борту корабля Наполеона, в том числе диван из каюты Мейтленда, и череп козы, которая давала молоко для Наполеона и его свиты. Корабельный колокол хранится в частной коллекции в Австралии.

### «Беллерофон» в искусстве, музыке и литературе

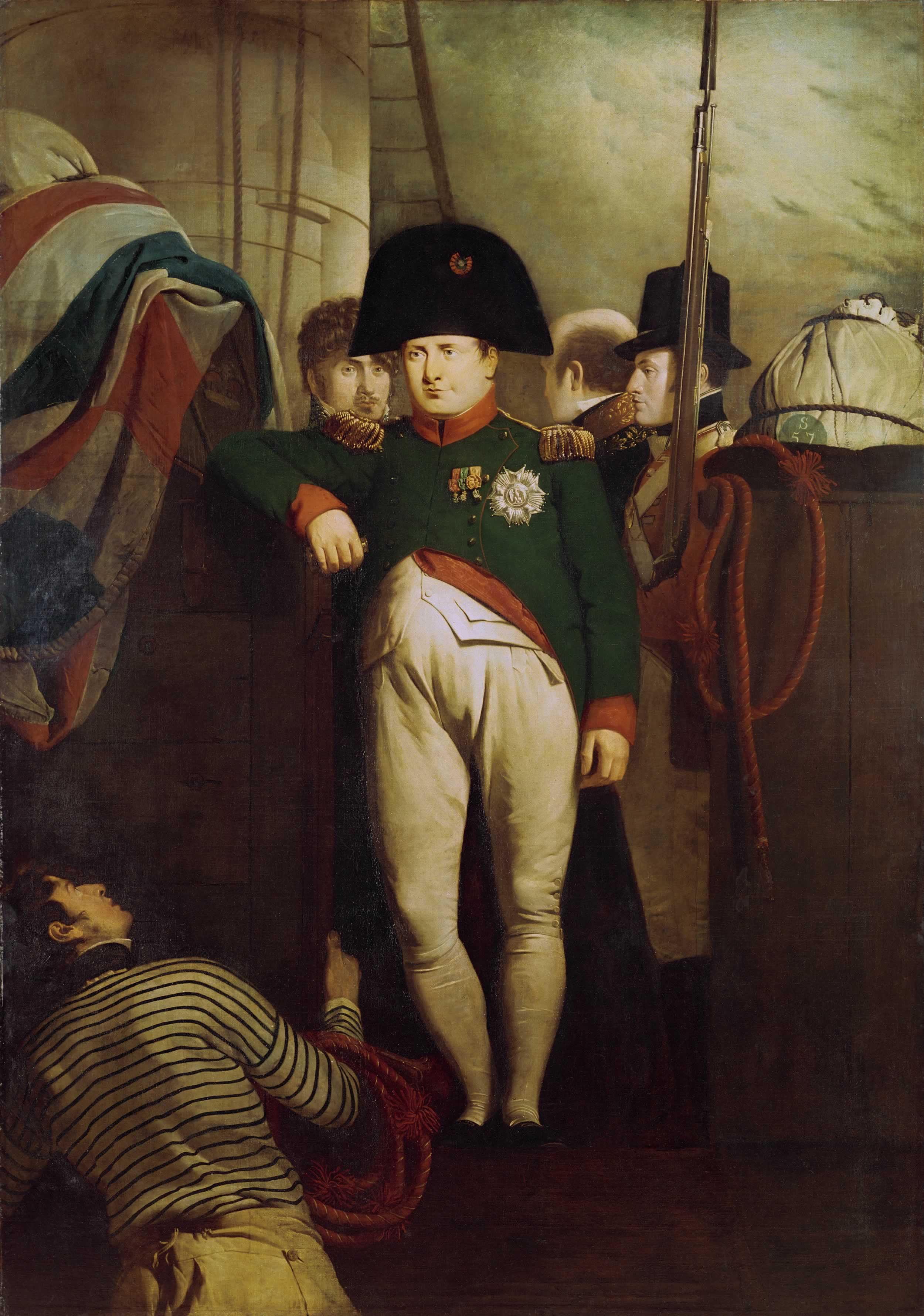
Ч. Л. Истлейк. «Наполеон на борту „Беллерофонта“»

Корабль и его экипаж упоминаются в нескольких исторических романах, действие которых происходит в период французских революционных и наполеоновских войн, в том числе в нескольких романах Патрика О’Брайана из серии Обри-Мэтьюрина.
«Беллерофон» также изображён на ряде картин, в том числе нескольких, отображающих роль судна в капитуляции Наполеона. Так
например сэр Уильям Орчадсон на окрашенной картине «Наполеон на „Беллерофоне“», изобразил бывшего императора, стоящего на юте, и вместе со своей свитой наблюдающего, как французская береговая линия скрывается за горизонтом. Сэр Чарльз Локк Истлейк написал портрет Наполеона в форме, стоящего на палубе «Беллерофона», в то время как Джон Джеймс Шалон воспроизводит сцену в гавани Плимута в августе 1815 года, изобразив «Беллерофон» в окружении толпы людей на маленьких лодках, желающих лично увидеть Наполеона. Томас Луни также изобразил подобную сцену, показывая «Беллерофон» входящий в гавань Торбея на рандеву с «Нортумберлендом». Многочисленные картины и гравюры изображают моменты прибытия Наполеона на «Беллерофон» для сдачи, его окончательный переход на борт «Нортумберленда» для его отправки в изгнание.
Корабль также появляется на гравюрах и картинах посвящённых сражениям, в котором он принял участие. Он изображён во время
блокады Кадиса с остальной частью прибрежной эскадры в работе Томаса Баттерсворта, и виден на картинах посвящённых Славному Первому июня Николаса Покока, Отходу Корнуоллиса Уильяма Андерсона, и Сражениях на Ниле и Трафальгаре Томаса Виткомба.
«Беллерофон» упоминается также в нескольких стихах и песнях посвящённых Отходу Корнуоллиса в 1795 году (в них он упомянут под названием «Билли Блю»), и участию корабля в Славном Первом июня.